# Zettl (Dorfen)
Zettl ist ein Gemeindeteil der Stadt Dorfen im oberbayerischen Landkreis Erding.

## Lage
Der Weiler Zettl liegt auf der Gemarkung Schiltern an der Kreisstraße ED 22 westlich der Quellbäche des Burdberger Bachs im südlichsten Zipfel des Gemeindegebiets 5,4 Kilometer südöstlich von Dorfen und vier Kilometer nordöstlich von Sankt Wolfgang.

## Bevölkerungsentwicklung
Um 1871 gab es in Zettl zwölf Einwohner. Im Mai 1987 lebten dort vierzehn Einwohner in fünf Wohngebäuden.
| Jahr      | 1871 | 1925 | 1950 | 1970 | 1987 |
| Einwohner | 12   | 22   | 29   | 19   | 14   |